# Ингурский мост
Ингурский мост (абх. Егры ацҳа, груз. ენგურის ხიდი) — автомобильный мост через реку Ингури, расположенный на границе Грузии и частично признанной Республики Абхазия.

## Описание
Мост имеет длину 870 м и ведёт из села Чубурхинджи Гальского района Абхазии в село Рухи Зугдидского муниципалитета края Самегрело-Верхняя Сванетия Грузии.
Несколько южнее Ингурского автомобильного моста был расположен Шамгонский железнодорожный мост, ныне разрушенный.

## КПП
На Ингурском мосту расположен единственный КПП, через который абхазо-грузинскую границу могут пересекать транспортные средства. При переходе через мост проходят три КПП — абхазский, российский и грузинский.
По состоянию на 2013 год 80 % абхазо-грузинской торговли проходило через мост. Для жителей Гальского района проход через мост был легальным в обе стороны. На грузинской стороне отсутствовал контроль ввозимых товаров.
По состоянию на 2013 год через мост ездило 5-8 микроавтобусов и 10-20 легковых автомобилей в день. Также мост использовался сотрудниками Ингурской ГЭС. По состоянию на 2016 год мост использовался машинами скорой помощи для доставки пациентов из Абхазии в Грузию.

## История
Ингурский мост был построен немецкими военнопленными в 1944—1948 годах.
Мост был разрушен в ходе грузино-абхазской войны 1992—1993 года и восстановлен силами инженерных подразделений российского миротворческого контингента.
В 2016 году Ингурский мост был отремонтирован. В апреле 2023 года временно вводились ограничения на проход через мост.